# Суходолска (улица в София)
„Суходолска“ е улица в район „Красна поляна“, Западна София.
Простира се между бул. „Вардар“ на изток и Околовръстният път на запад.

## Обекти
На ул. „Суходолска“ или в нейния район се намират следните обекти (от изток на запад):
- ЧПК по икономика
- ЧПГ по туризъм и информатика
- СПГ по хлебни и сладкарски технологии
- 51 ДЯ
- 187 ЦДГ „Божур“
- 123 СОУ „Стефан Стамболов“
- Читалище
- Западен парк
- Селскостопанска академия
- Национален земеделски музей
- Висше строително училище „Любен Каравелов“
- Река Струбела